# Cothon

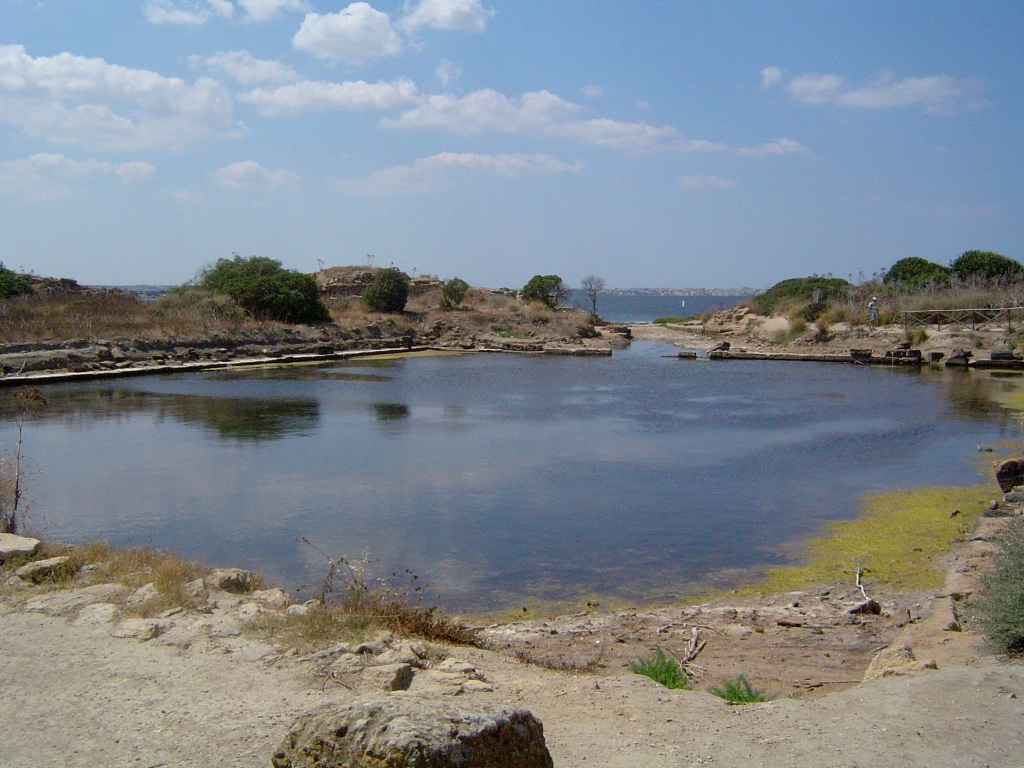
Aperçu du « cothon » de Motyé en Sicile.

Le cothon est une installation portuaire phénicienne et punique. Les cothons conservés laissent apparaître des bassins artificiels creusés reliés à la mer par un chenal.

## Étymologie
Les savants sémitisants ont rapproché le terme « cothon » du terme qtn (petit) voire de l'arabe qatta qui signifie couper.

## Exemples de cothons conservés
- Ports puniques de Carthage : deux lagunes désignées comme « port marchand » et « port militaire »
- Mahdia
- Motyé
- Rachgoun
- Utique

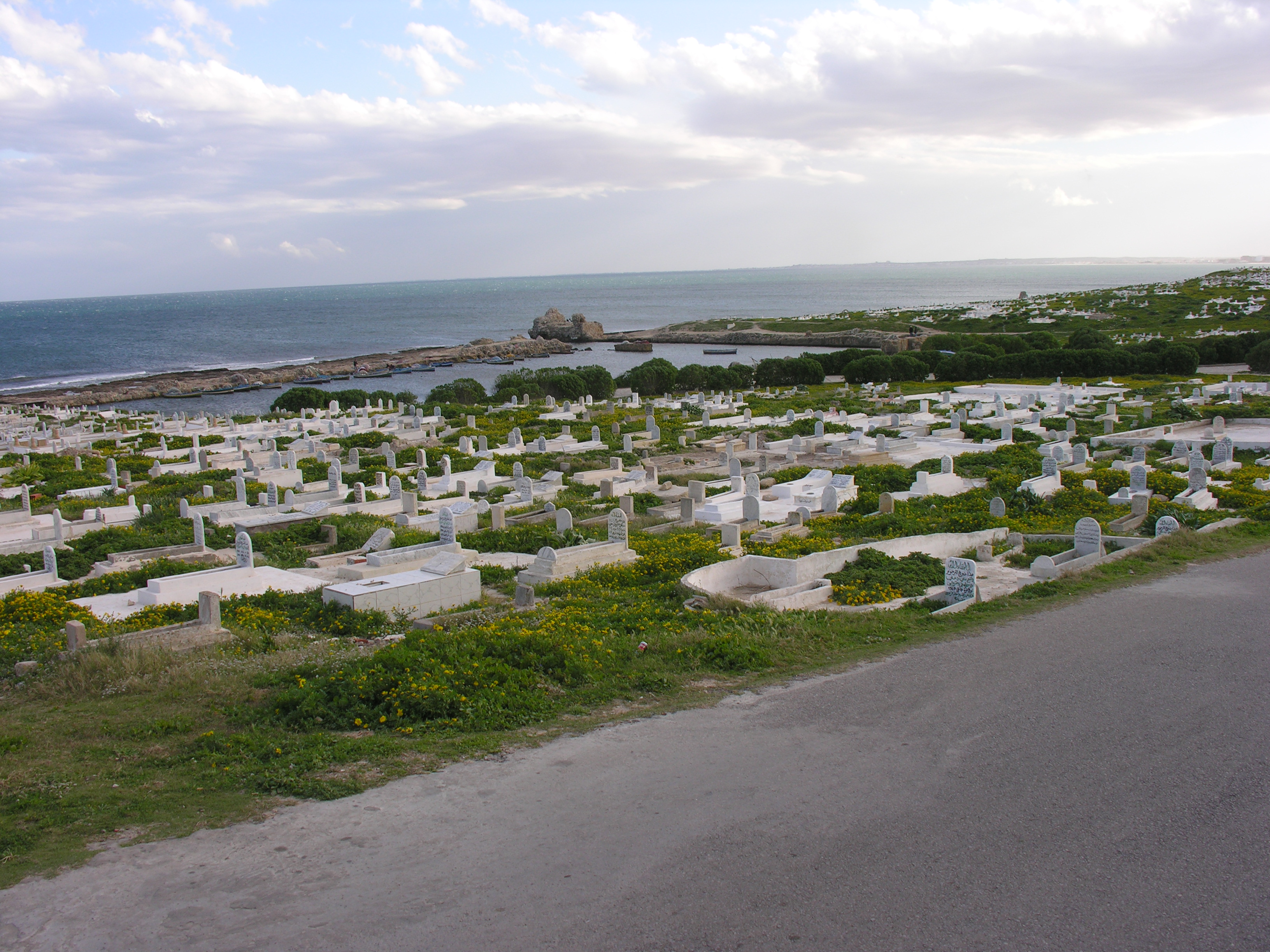
Le cothon de Mahdia, derrière le cimetière marin.
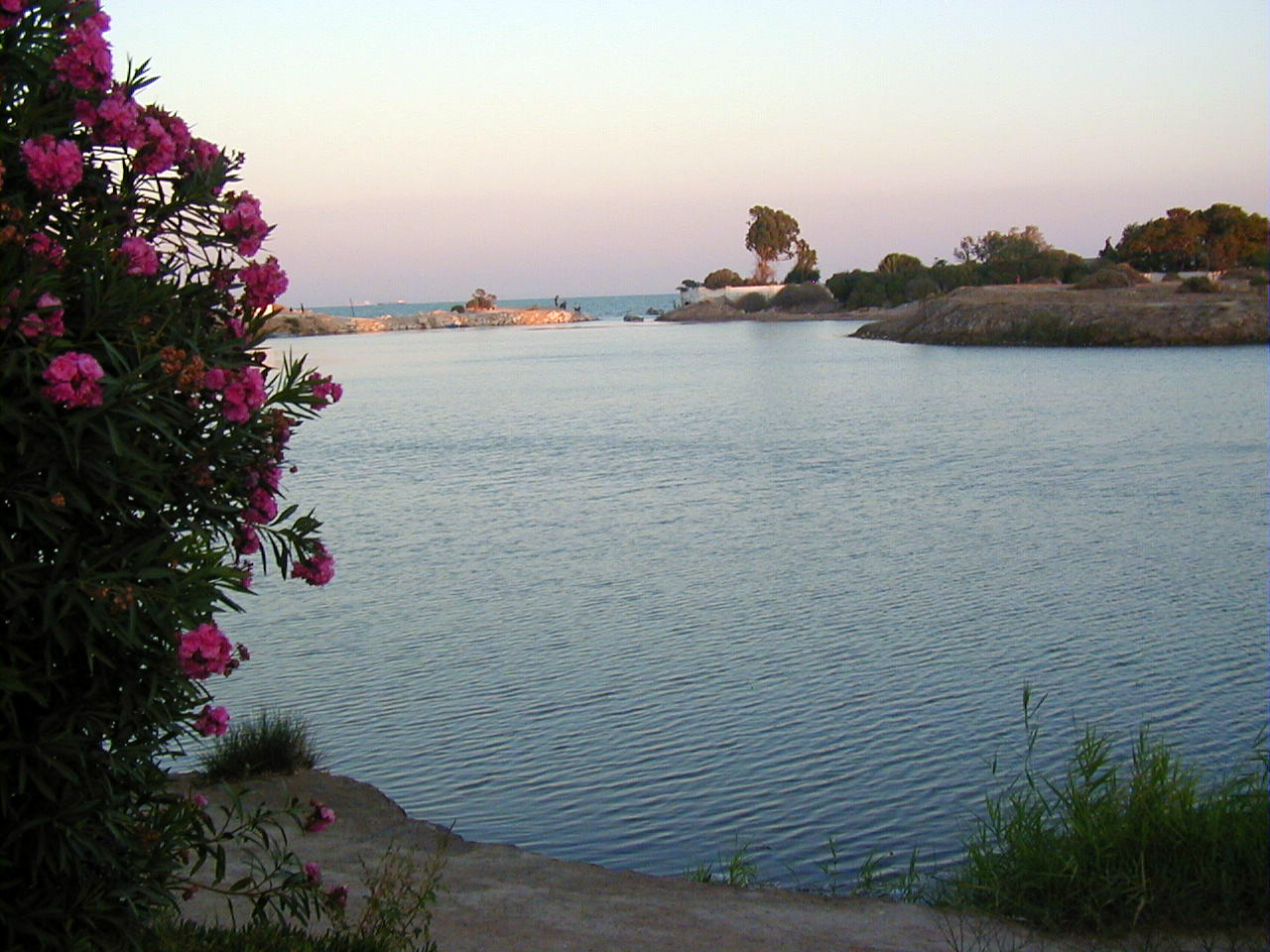
Aperçu du port circulaire de Carthage.